# 植物防疫官
植物防疫官（しょくぶつぼうえきかん）とは、主に空港、港湾等に付随する植物防疫所に勤務し、植物防疫法に基づいて検疫業務を担当する農林水産省所属の職員（国家公務員）の官職名である。
「植物防疫官服制」（昭和63年10月1日農林水産省告示第1579号）によって制服・制帽および襟章が定められており、貸与がなされている。
　